# Rheotanytarsus dactylophoreus
Rheotanytarsus dactylophoreus is een muggensoort uit de familie van de dansmuggen (Chironomidae). De wetenschappelijke naam van de soort is voor het eerst geldig gepubliceerd in 2012 door Moubayed-Breil, Langton & Ashe.